# 9326 Ruta
9326 Ruta este un asteroid din centura principală, descoperit pe 26 septembrie 1989, de Eric Elst.